# Charlie Laurent
Pour les articles homonymes, voir Charles Laurent et Laurent.
Charlie Laurent, de son vrai nom Charles Laurent, né le 24 mars 1910 à Uzès et mort le 2 juillet 1987 à Antibes, est un footballeur français.

## Carrière
Charlie Laurent commence à jouer au football au Gallia Club de sa ville natale d'Uzès, au poste de demi (milieu de terrain). En 1930, il signe à l'Olympique d'Alès, alors un des meilleurs clubs de la Division d'honneur du Sud-Est, dont il devient un cadre. Il est appelé dans les sélections régionales et devient professionnel quand son club s'inscrit à la première édition du championnat de France professionnel en 1932. Alès est relégué après cette première saison mais y fait son retour en Division nationale dès 1934. En 1936, Alès est à nouveau relégué et Laurent quitte le club.
Laurent est alors recruté par le FC Sète, un des principaux clubs français de l'époque, où il devient immédiatement titulaire. Il dispute tous les matchs lors des saisons 1937-1938, terminée à la 3e place, et 1938-1939, qui voit Sète remporter un 2e titre de champion de France.
Malgré le déclenchement de la Seconde Guerre mondiale, Laurent continue à jouer à Sète, en Zone libre. En 1942, le club sétois remporte le championnat de la zone libre ainsi que la finale de la Coupe de France de la zone libre, ce qui lui vaut de venir en région parisienne affronter en finale le Red Star Olympique, vainqueur 2-0.
En 1943-1944, Laurent est affecté à l'équipe fédérale Montpellier-Languedoc dans le cadre du Championnat de France fédéral mis en place par le régime de Vichy. Il retourne ensuite au FC Sète et prend part à la relance du championnat de France professionnel en 1945. Bien que toujours titulaire, il quitte Sète en fin de la saison et signe au FC Antibes, en deuxième division, pour une dernière saison professionnelle. Il met alors un terme à sa carrière sportive en 1947.
Il s'installe alors à Antibes où il travaille comme professeur d'éducation physique et sportive.

## Palmarès
- Champion de France : 1939 (FC Sète)
- Finaliste de la Coupe de France : 1942 (FC Sète)

## Statistiques
Laurent dispute environ 180 matchs de première division, en sept saisons, et 270 matchs officiels, hors championnats de guerre.